# Sfânta Treime

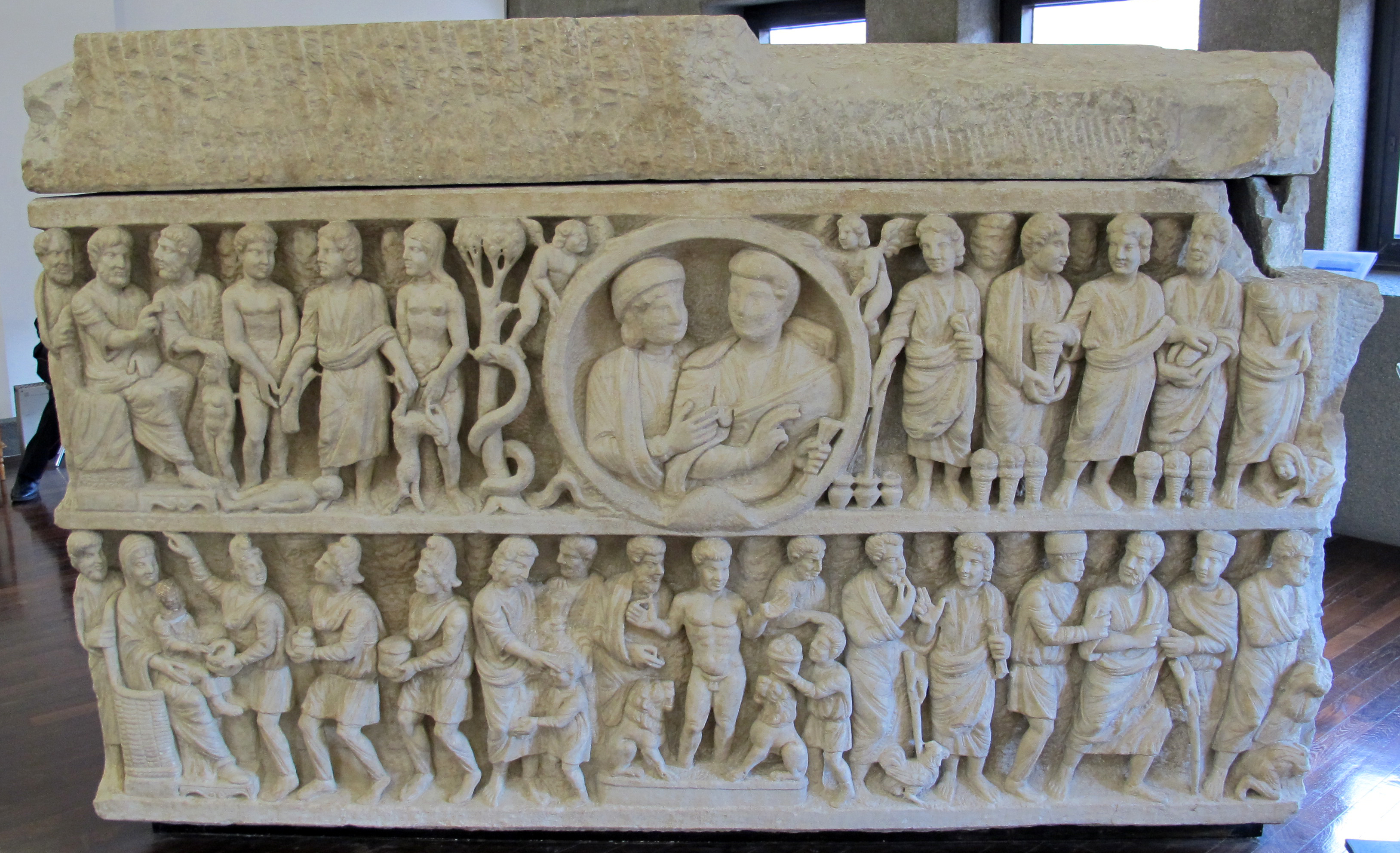
Cea mai veche reprezentare a treimii, pe un sarcofag din 320-350 d.Hr. La marginea din stânga pe rândul de sus, treimea o creează pe Eva din Adam, care este întins jos în stânga ei.

Sfânta Treime este în învățătura creștină uniunea care îl constituie pe Dumnezeu. Conform Crezului de la Niceea și Constantinopol (secolul al IV-lea), Tatăl este făcătorul lumii, Fiul este mântuitorul lumii, iar Duhul Sfânt este dătătorul de viață a lumii.
Trinitarianismul este o doctrină religioasă care se bazează pe credința în Sfânta Treime (contrară binitarianismului și unitarianismului, bazate pe credința într-un Dumnezeu în două ipostasuri, respectiv un ipostas). Această credință este acceptată de multe din mișcările creștine contemporane. 
Teofil al Antiohiei este primul autor patristic care folosește termenul de „Treime”.
Primele două concilii ecumenice (Niceea – 325 și Constantinopol – 381) au statornicit definitiv învățătura de credință a Bisericii, inclusiv dogma Sfintei Treimi.

Stemă explicând dogma Treimii.

## Doctrina Treimii
Conform religiei creștin-ortodoxe, Sfânta Treime este formată din Dumnezeu Tatăl, Dumnezeu Fiul și Dumnezeu Duhul Sfânt.
- Dumnezeu Tatăl este singurul Creator și Atotputernicul.
- Dumnezeu Fiul este unicul Fiu al Domnului, trimis spre a ridica păcatele lumii. Cu toții suntem considerați fiii lui Dumnezeu, însă Iisus este "Fiul Omului" trimis spre a ridica "păcatul strămoșesc".
- Sfântul Duh, ne este precizat în Sfânta Scriptură, că a apărut la botezul lui Iisus în formă de porumbel. Atunci botezul a fost ridicat la rang de Sfântă Taină: "Taina Sfântului Botez".

Cei trei formează o singură ființă în trei persoane (sau în trei ipostasuri).

## Istoric
Dicționarul biblic ilustrat afirmă că dogma Treimii nu este menționată explicit în Biblie, dar este susținută în mod implicit.
Iustin Martirul (100 d.Hr. – c. 165) a formulat o variantă primitivă a dogmei Sfintei Treimi.
Prima apărare a doctrinei Treimii a fost făcută de Tertulian, care s-a născut în jurul anilor 150–160 d.Hr., a „definit” în mod explicit Treimea ca Tată, Fiu și Duh Sfânt și și-a apărat teologia împotriva lui Praxeas, deși a observat că majoritatea creștinilor din zilele sale aveau probleme cu doctrina lui. Unii autori afirmă că textele lui Iustin Martirul erau mai degrabă biniatriene, la fel despre textele lui Tertulian și ale lui Eusebiu din Cezareea. Confesiunea de credință a lui Tertulian avea structură binitară, deși el implica existența Trinității.
Dogma Sfintei Treimi a fost rezultatul unui proces istoric complex, în care teologii proto-ortodocși au fost treptat forțați să o adopte de propriile lor alegeri, pentru că ei combăteau în egală măsură dogme pe care le priveau drept erezii și care epuizaseră toate posibilitățile logice de a defini natura lui Isus Hristos (simplu om, simplu Dumnezeu care doar părea om, atât om cât și divin, dar două persoane diferite, atât om cât și divin, dar o singură persoană) și relația între Dumnezeu Tatăl și Dumnezeu Fiul. Au fost abandonate modele proto-ortodoxe de înțelegere acestei relații pe care proto-ortodocșii le găsiseră anterior drept progrese teologice în înțelegerea acestei relații, dar care, în urma dezbaterilor teologice ulterioare cu cei înfierați drept eretici, au fost găsite drept lipsite de nuanțarea necesară. Deși proto-ortodocșii câștigaseră disputele anterioare, în urma definirii mai precise a ortodoxiei creștine ei au fost învinși în secolele al IV-lea și al V-lea de către succesorii lor cu propriile lor arme, fiind în cele din urmă declarați eretici, nu pentru că ar fi combătut idei privite drept corecte, ci pentru că poziției lor îi lipseau precizia și rafinamentul teologic cerut de împăcarea unor teze contradictorii acceptate simultan de teologi.
Inițial, Crezul de la Niceea a fost scris într-o formă în care părea mai mult binitarian decât trinitarian, Duhul Sfânt nefiind definit în Crezul din anul 325 drept fiind Dumnezeu.
Referitor la Sfânta Treime, „cei mai mari teologi au considerat-o întotdeauna drept un mister” și nu a fost menită să fie înțeleasă rațional: „Dacă îți închipui că o înțelegi, de fapt o înțelegi greșit”. Un articol al BBC confirmă ideea că nu poate fi înțeleasă rațional. Cu alte cuvinte, Sfânta Treime este o taină dumnezeiască și nu poate fi înțeleasă de mintea omului.
„Biserica mărturisește că Trinitatea este un mister dincolo de înțelegerea omului. Trinitatea este un mister, nu doar în sensul biblic în care este un adevăr care odinioară era ascuns, dar acum este revelat; ci în sensul că omul nu o poate înțelege și nu o poate face inteligibilă. Este inteligibilă în unele dintre relațiile și modurile sale de manifestare, dar ininteligibilă în natura sa esențială. Numeroasele eforturi depuse pentru a explica misterul au fost mai degrabă speculative decât teologice. Acestea au dus invariabil la dezvoltarea unor concepții triteiste sau modalistice despre Dumnezeu... Ea nu a încercat niciodată să explice misterul Trinității, ci a căutat doar să formuleze doctrina Trinității în așa fel încât erorile care o puneau în pericol să fie îndepărtate.”— Louis Berkhof

## Reprezentarea iconografică

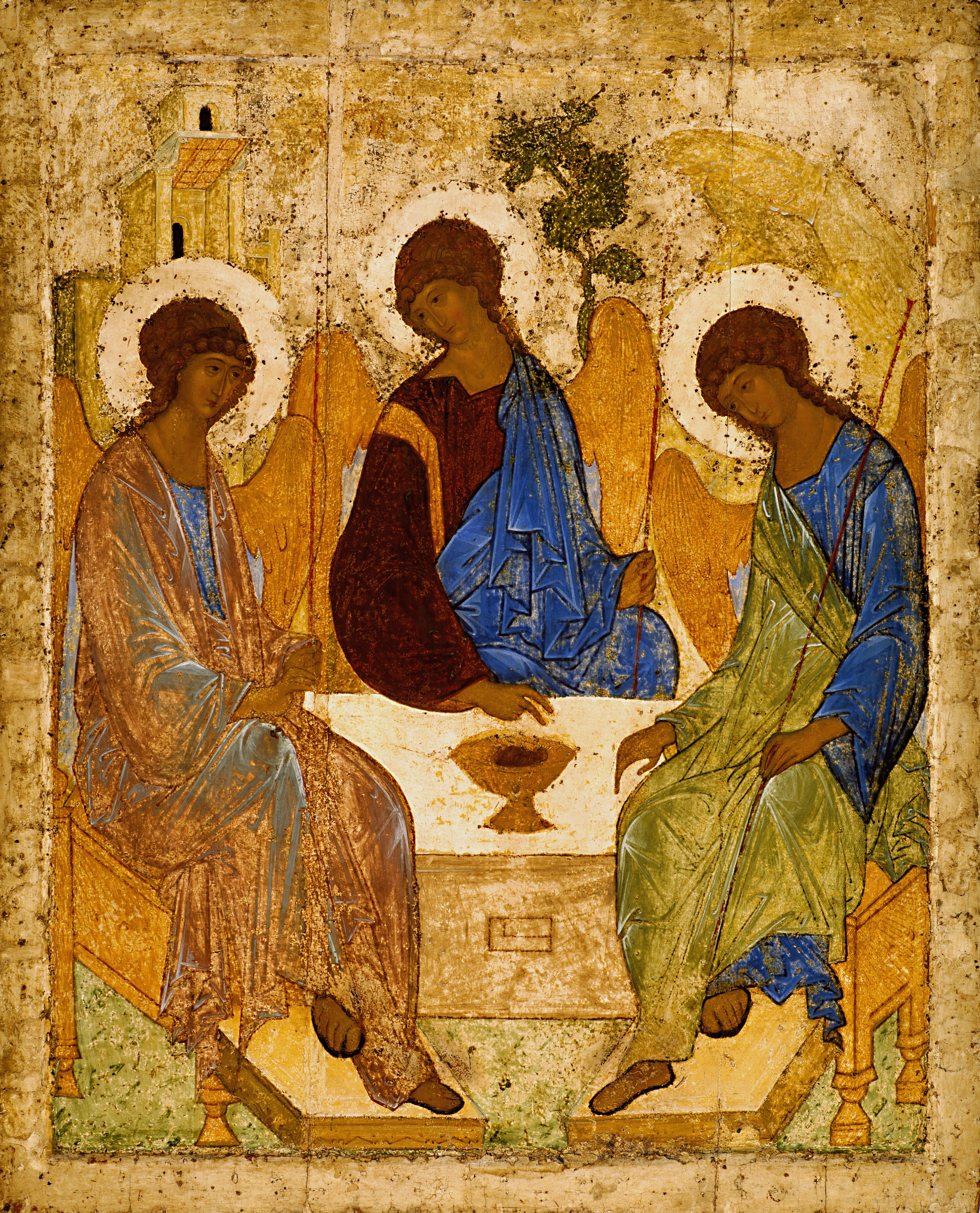
Reprezentare alegorică a Sfântei Treimi prin trei îngeri, după Facerea 18:1, într-o icoană de Andrei Rubliov pictată c. 1426.
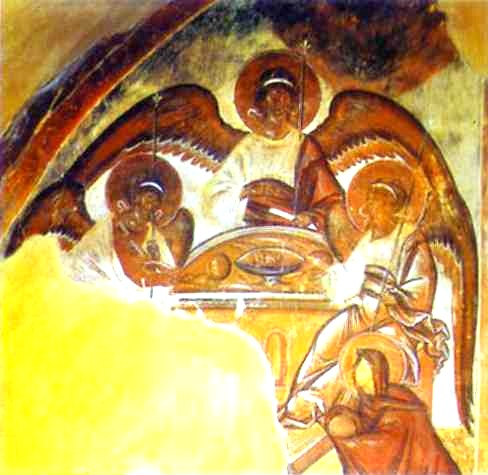
O altă reprezentare al lui Avraam și a Sfântei Treimi din Facerea 18:1 de Teofan Cretanul (sec. XVI).
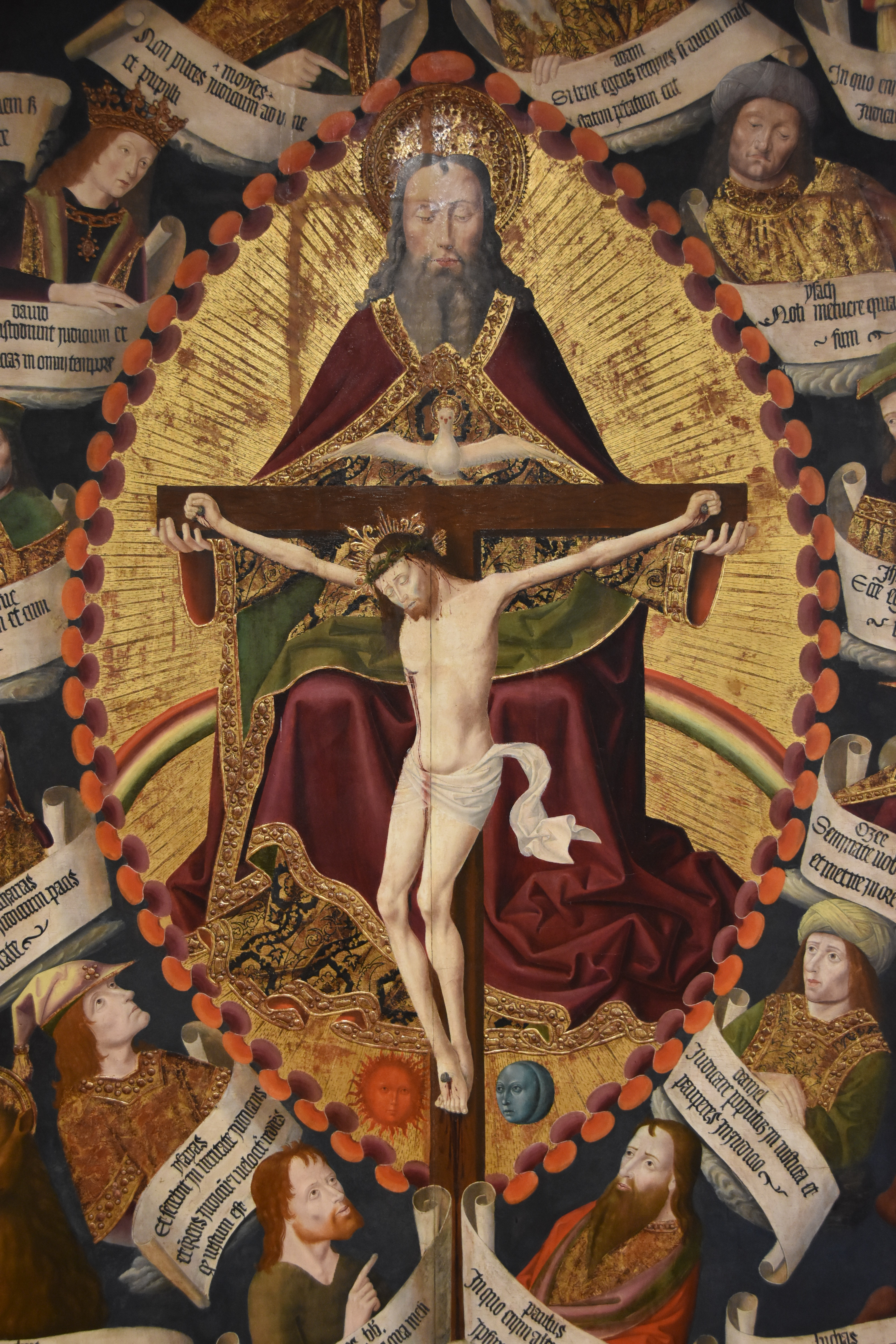
Sfânta Treime cu un porumbel reprezentând Duhul Sfânt, urmând Noul Testament, de un artist anonim în Occitania (sud-vestul Franței) c. 1489.
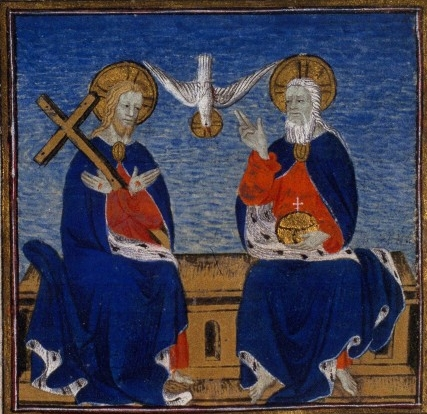
Reprezentare într-o Biblie (sec. XV) din Franța.
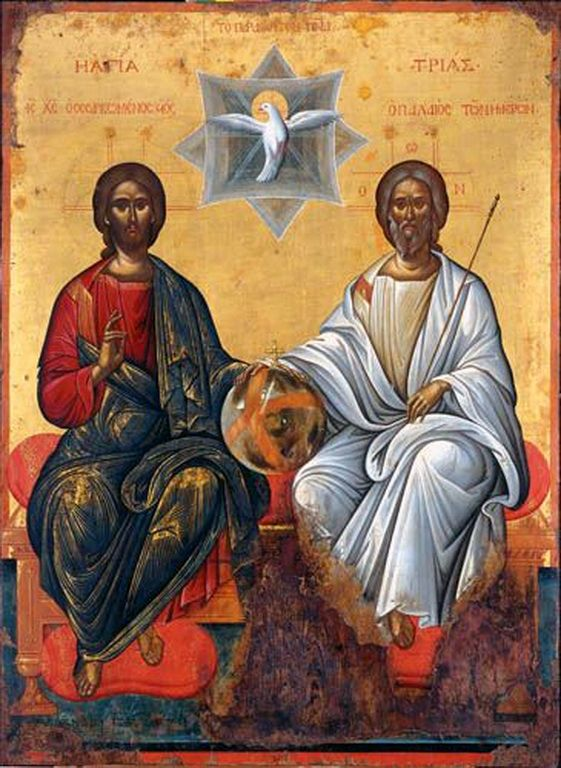
Reprezentare de un pictor cretan între 1550 și 1593.
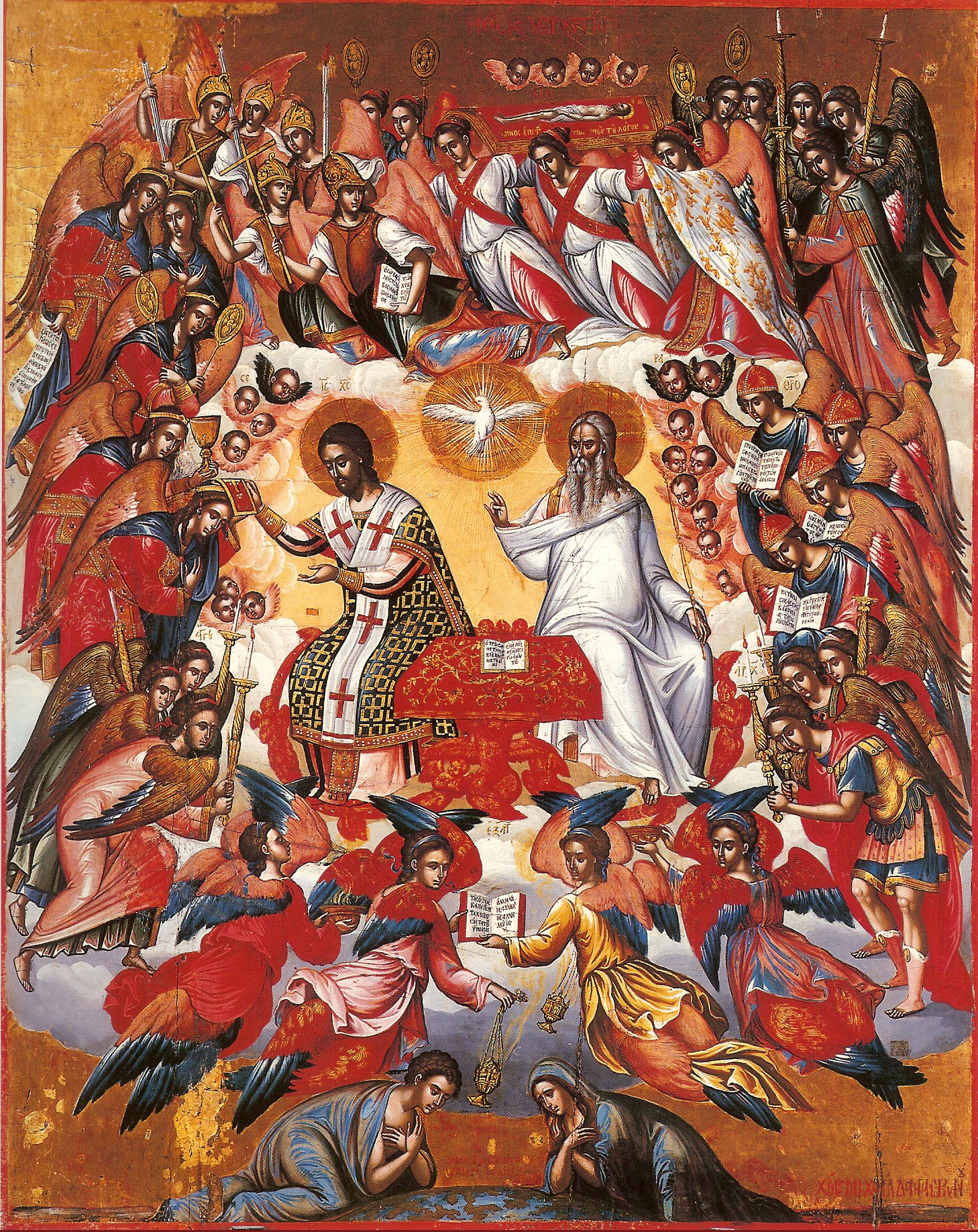
Sec. XVI, de Damaskenos Michael.